# 臘腸術
臘腸術也被稱為一分錢剃頭，通常指一系列常常以秘密方式進行的小動作，能累積整體成為更大的動作或結果，但要一次全部執行通常有困難。雖然臘腸術通常用來進行非法活動，它其實只是一種隨時間推移累加小增量的策略，因此它可以完全合法的進行。例如有些人會實施多次極少量偷錢的詐欺行為，一般採取四捨五入到最接近的分（或其他貨幣單位）的金融交易，它們把一分轉到另一個帳戶來完成。這樣做是為了使變化足夠小，任何單一的交易將不被發現。
在資訊安全領域，一個臘腸攻擊是一連串的小規模攻擊，合起來導致了更大的攻擊。電腦非常適合這種自動化類型的攻擊。